# Gladiolus liliaceus
Gladiolus liliaceus är en irisväxtart som beskrevs av Maarten Willem Houttuyn. Gladiolus liliaceus ingår i släktet sabelliljor, och familjen irisväxter. Inga underarter finns listade i Catalogue of Life.

## Bildgalleri

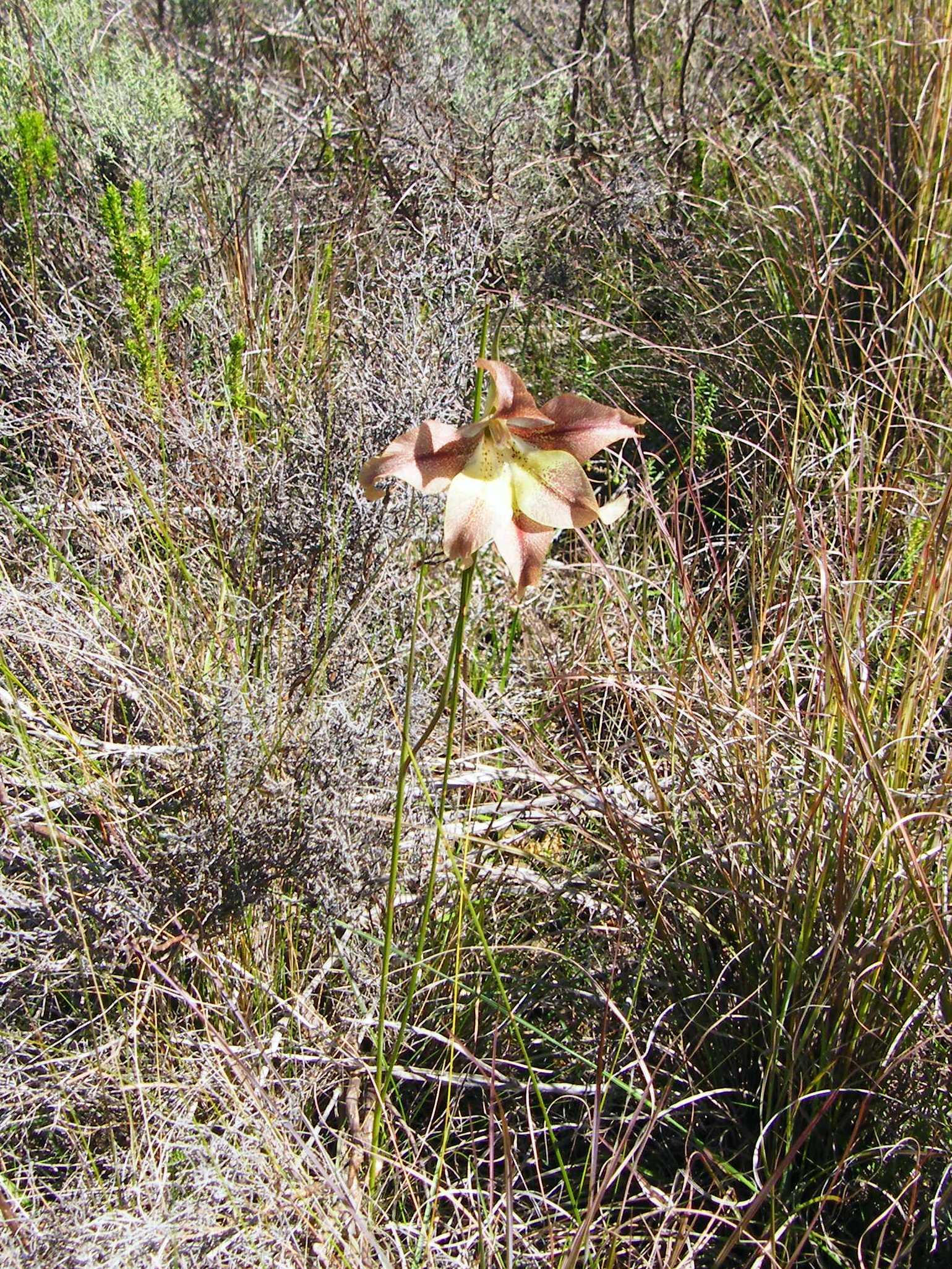
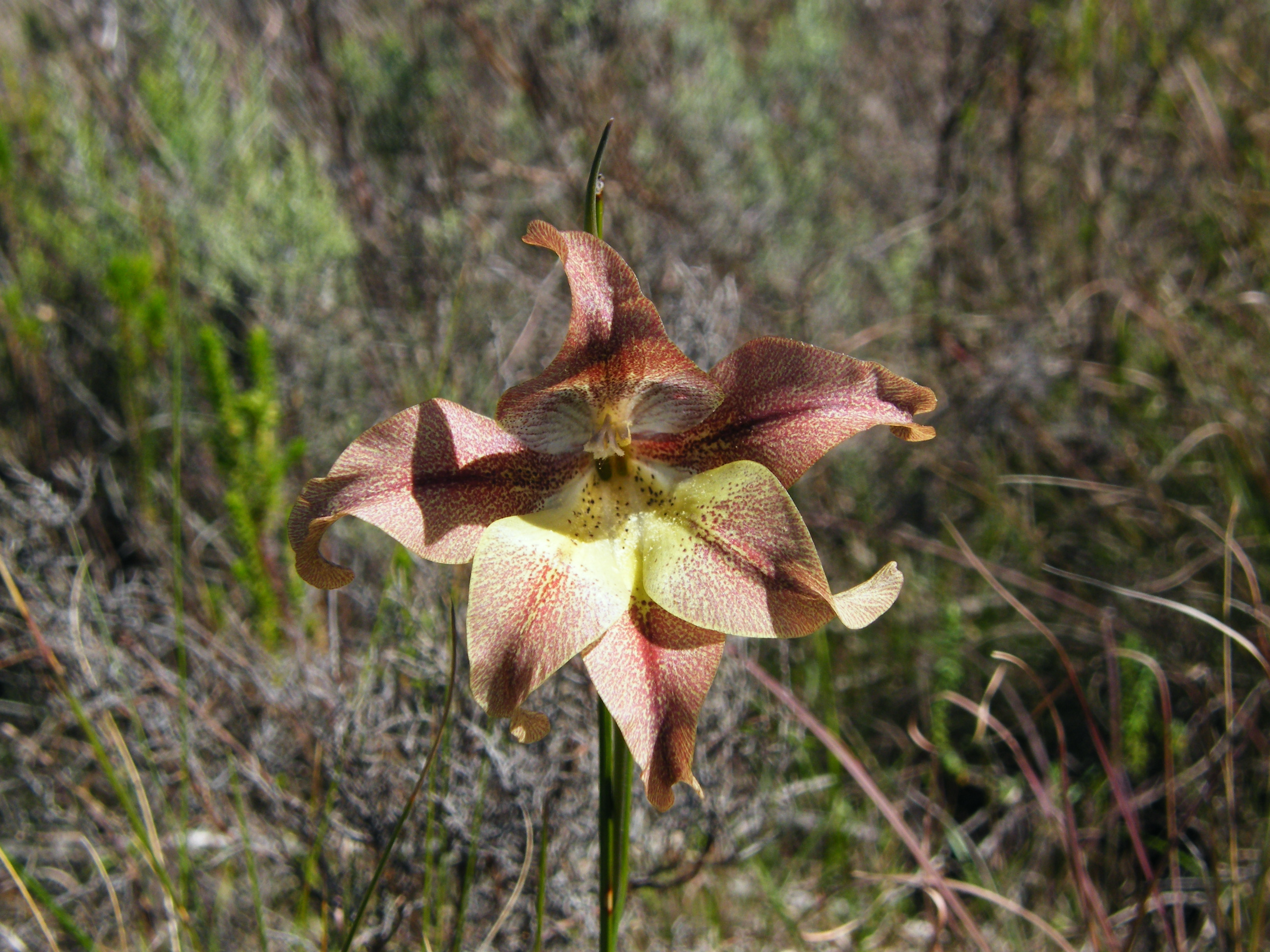